# Bola 9
O Bola 9 é um jogo de Pool, uma das vertentes do Bilhar e é normalmente jogado em mesas de 9 pés. É composto por 10 bolas, sendo que uma é branca e as outras são coloridas. Utiliza-se um taco de bilhar e a finalidade é tacar a bola branca e com esta acertar na bola colorida com o número mais baixo que estiver em cima do bilhar e encestá-la. O objetivo do jogo é encaçapar a bola 9 após ter conseguido encaçapar todas as outras na sequência. O jogo tem sido o preferido do bilhar por serem partidas rápidas e movimentadas adequadas à televisão.